# Cigarettes
Cigarettes è un singolo del rapper statunitense Juice Wrld, pubblicato il 2 febbraio 2022 come terzo estratto dal suo quarto album in studio Fighting Demons.

## Antefatti
Il brano è stato trapelato per la prima volta nell'ottobre 2018, venendo poi pubblicato a sorpresa il 2 febbraio 2022 accompagnato da un video musicale animato.

## Composizione
Su una produzione composta da un assolo di chitarra elettrica, Juice Wrld parla del non voler essere lasciato solo, dei suoi sentimenti verso la donna amata e della sua dipendenza dal fumo.

## Video musicale
Il video musicale ufficiale de brano è stato pubblicato il 3 marzo 2022 sul canale YouTube dell'artista. Segue un giovane di nome Derek (interpretato da Logan Shroyer), la cui dipendenza dall'alcol lo porta a perdere il lavoro come magazziniere e alla fine della relazione con la propria fidanzata. Il ragazzo inizia un periodo di sobrietà di 999 giorni (numero associato a Juice Wrld) riuscendo poi a disintossicarsi. Tuttavia, durante una serata fuori con i suoi amici, uno dei quali interpretato dall'attore Angus Cloud, Derek ordina un drink, tentato nuovamente dal berlo. Per decidere cosa fare, lancia un sobriety coin, e dopo esser caduto a terra, la sua fidanzata lo ferma e vanno via felicemente.

## Classifiche

### Classifiche settimanali
| Classifica (2022) | Posizione massima |
| ----------------- | ----------------- |
| Australia         | 79                |
| Austria           | 50                |
| Canada            | 24                |
| Germania          | 55                |
| Grecia            | 83                |
| Irlanda           | 37                |
| Nuova Zelanda     | 3                 |
| Paesi Bassi       | 78                |
| Portogallo        | 118               |
| Regno Unito       | 37                |
| Stati Uniti       | 43                |
| Svezia            | 87                |
| Svizzera          | 77                |